# Brave: The Search for Spirit Dancer
Brave: The Search for Spirit Dancer es un videojuego de plataformas de acción y aventura de 2005 desarrollado por VIS Entertainment para PlayStation 2. Fue lanzado en Europa por Sony Computer Entertainment y en Norteamérica por Evolved Games. Un port mejorado para Xbox 360 y Wii desarrollado por Collision Studios fue lanzado bajo el nombre de Brave: A Warrior's Tale en 2009: una versión de PlayStation Portable fue cancelada. La versión de Xbox 360 no es compatible con Xbox One.

## Descripción general y jugabilidad
El juego está ambientado en un mundo de mitología nativa americana. Sigue a un joven nativo americano llamado Brave que se embarca en un viaje para salvar a su tribu. Brave necesita encontrar a Spirit Dancer, un chamán legendario que desapareció hace mucho tiempo, para salvar a su tribu del malvado Wendigo.
El juego principal presenta varios niveles, y Brave debe llegar al final de cada nivel. Brave aprende una serie de ataques y habilidades a medida que el jugador avanza en el juego.

## Recepción
Brave: The Search for Spirit Dancer recibió críticas "mixtas" según el agregador de reseñas de videojuegos Metacritic. A Warrior's Tale, sin embargo, ha recibido críticas generalmente negativas en el sitio.
Chris Watters de GameSpot declaró: "Una historia cruelmente secuestrada hace que este juego, por lo demás útil, sea una pálida sombra de aventuras pasadas". Watters le dio a la versión de Xbox 360 una puntuación de 4.5/10.
Tom Price de TeamXbox llamó al juego un "juego estándar de acción y aventuras en tercera persona" que "carece de todo el encanto de un mundo tipo Banjo-Kazooie". Price también notó varios errores en el juego, diciendo: "No puedo decirte cuántas veces me caí a través de objetos sólidos o el juego se congeló por completo". Price le dio al juego 2.5/10, lo que representa su calificación más baja.
Dylan Platt de GameZone dio la misma versión 5.5/10, diciendo: "Al llevar el juego a la 360 [desde la PlayStation 2], Collision Studios agregó un contenido nuevo bastante terrible, y no un pequeño número de errores y fallas". Platt también declaró que, "La jugabilidad momento a momento de las secuencias de Brave es bastante divertida (aunque los errores son mucho más frecuentes de lo que deberían ser), pero los segmentos inicial y final de Courage son frustrantes, mal diseñados y ridículamente defectuosos".